# World Minifootball Federation
Światowa Federacja Minifutbolu (ang. World Minifootball Federation), oficjalny skrót WMF – międzynarodowa organizacja, która zrzesza 144 narodowe federacje minifutbolu.

## Historia
WMF została założona w 2008 roku w szwajcarskim Gubiasco, gdzie do dziś się znajduje siedziba UAFY. Ligi minifutbolu i inne wydarzenia są organizowane przez WMF i jego filie kontynentalne, krajowe lub lokalne. Najlepsze drużyny z lig lokalnych awansują do mistrzostw kraju. Z Pucharem Świata zaplanowanym co dwa lata, WMF organizuje również między innymi Puchar Kontynentalny (pięć najlepszych krajów z każdej federacji), Puchar Świata U23, Puchar Świata Kobiet i Puchar Mistrzów (najlepsze kluby każdej federacji).
W listopadzie 2013 roku ogłoszono, że mistrzostwa świata WMF będą organizowane w Stanach Zjednoczonych. Stany Zjednoczone pokonały Meksyk 5-3 w finale 2015 roku.
Druga edycja WMF World Cup odbyła się w Tunezji w październiku 2017 r.

## Federacje kontynentalne
- African Minifootball Federation (AMF)
- Asian Minifootball Confederation (AMC)
- European Minifootball Federation (EMF)
- Oceania Minifootball Federation (OMF)
- Panamerican Minifootball Federation (PAMF)

## Turnieje
- Puchar Świata 2015 (mężczyźni) - USA
- Puchar Świata 2017 (mężczyźni) - Tunezja
- Puchar Świata 2018 U-23 (mężczyźni) - Czechy
- Puchar Świata 2019 (mężczyźni) - Australia
- Puchar Świata 2021 (kobiety) - Ukraina
- Puchar Świata 2021 U-23 (mężczyźni) - Ukraina